# John Korfas
John Anthony Korfas  (en griego: Τζον Κόρφας , nació el 21 de agosto de 1962 en Akron, Ohio) es un exjugador y entrenador de baloncesto greco-americano. Con 1.82, jugaba en el puesto de base.

## Trayectoria
- 1982-1986:  Universidad de Pepperdine
- 1986-1995: PAOK Salónica
- 1995-1998: Panathinaikos
- 1998-2000:  Maroussi

## Palmarés
- PAOK Salónica:

1 Recopa: 1991.
1 Liga: 1992.
1 Copa: 1995.
1 Copa Korać: 1993-94.
- Panathinaikos BC:

1 Copa Intercontinental: 1996.
1 Euroliga: 1996.
1 Liga: 1998.
1 Copa:  1996.